# Bob Holden
Robert Lee „Bob“ Holden Jr. (* 24. August 1949 in Kansas City, Missouri) ist ein US-amerikanischer Politiker der Demokratischen Partei. Sein bisher wichtigstes öffentliches Amt war das des Gouverneurs von Missouri.

## Frühe Jahre und politischer Aufstieg
Holden wuchs auf einer Farm auf. Bis 1973 studierte er an der Southwest Missouri State University politische Wissenschaften. Danach setzte er sein Studium an der Harvard University und dem Fleming Fellow Leadership Institute fort.
Holdens politische Laufbahn begann im Jahr 1976 als stellvertretender Finanzminister (Treasurer) von Missouri. Von 1983 bis 1989 war er Abgeordneter im Repräsentantenhaus von Missouri. 1993 bis 2001 fungierte er als Finanzminister (State Treasurer) des Bundesstaates. Er wurde 2001 zum Gouverneur gewählt, eine Wahl, die er gegen den Republikaner Jim Talent knapp für sich entscheiden konnte.

## Gouverneur von Missouri
Bob Holden trat sein neues Amt am 8. Januar 2001 an. In seiner Amtszeit verbesserte er die Schulpolitik seines Staates. Er setzte sich für eine familienfreundliche Politik ein und stärkte das Gesundheitswesen. Unter anderem wurden Vorsorgeuntersuchungen eingeführt. Im Straßenverkehr wurde die Alkoholgrenze auf 0,08 Promille festgelegt. Holden war Mitglied zahlreicher Vereinigungen.

## Weiterer Lebenslauf
Eine Wiederwahl gelang ihm nicht, er verlor 2004 die Vorwahlen in seiner Partei gegen Claire McCaskill. Der Gouverneursposten ging dann allerdings an den Republikaner Matt Blunt. Holden arbeitet nun als Hochschullehrer für Management an der namhaften Webster University. Mit seiner Frau Lori Hauser hat er zwei Kinder.